# Antje Tölle
Antje G. I. Tölle (* 1989) ist eine deutsche Juristin und Hochschullehrerin.

## Werdegang
Das Studium der Rechtswissenschaften an der Humboldt-Universität zu Berlin schloss sie 2012 mit dem Ersten und 2014 mit dem Zweiten Staatsexamen ab.
Nach einer Tätigkeit als Akademische Mitarbeiterin am Lehrstuhl für Deutsches und Europäisches Zivilrecht und Zivilprozessrecht von Dorothea Assmann in Potsdam wechselte sie zum Lehrstuhl für Bürgerliches Recht, Arbeitsrecht, Anwaltsrecht, Familienrecht und Rechtssoziologie von Reinhard Singer an der Humboldt-Universität zu Berlin, vor dem sie am 1. Februar 2018 ihre Dissertation über die Bindungswirkung eines Angebots verteidigte.
2015 wurde sie Mitarbeiterin des Forschungsinstituts für Anwaltsrecht an der Humboldt-Universität. Nach der Promotion wechselte sie als Referentin für Bodenmarkt in das Bundesministerium für Ernährung und Landwirtschaft, aus dem sie 2020 als Oberregierungsrätin wieder ausschied, da sie auf den Lehrstuhl für Zivilrecht für die öffentliche Verwaltung an der Hochschule für Wirtschaft und Recht Berlin berufen wurde, den sie seitdem innehat.
Daneben lehrt sie Arbeits- und Wirtschaftsrecht an der Deutschen-Polnischen Rechtsschule der Humboldt-Universität zu Berlin und der Universität Breslau am Campus Breslau.
Seit 2019 ist sie gutachterlich auf dem Gebiet des landwirtschaftlichen Bodenmarktes tätig und vertritt im Wege rechtswissenschaftlicher Stellungnahmen zu Gesetzentwürfen der Länder zur Agrarstrukturreform insbesondere die Forderung nach einer behördlichen Kontrolle des Anteilskaufs (Share Deal) durch die Länder.

## Politik
Tölle ist Mitglied der CDU und Bezirksverordnete in Berlin-Pankow.

## Ehrenamt
2021 übernahm sie die Funktion als Ad hoc Gutachterin beim Deutschen Akademischen Austauschdienst (DAAD) sowie der Ausschussvorsitzenden für das Boden- und Enteignungsrecht in der Deutschen Gesellschaft für Agrarrecht (DGAR), als Mitglied im Wissenschaftlichen Beirat des Instituts für Landwirtschaftsrecht der Universität Göttingen. 
Sie ist Mitglied der Deutschen Gesellschaft für Agrarrecht und Mitherausgeberin der Fachzeitschrift Recht der Landwirtschaft.
Seit 2022 ist sie als Prüferin im Gemeinsamen Justizprüfungsamt (GJPA) Berlin-Brandenburg tätig. Des Weiteren ist sie Mitglied der Deutsch-Polnischen Juristenvereinigung und des Netzwerks Bessere Rechtssetzung und Bürokratieabbau.

## Schriften (Auswahl)
- Die Bindungswirkung eines Angebotes: Eine rechtsvergleichende Studie mit einem Vorschlag de lege ferenda. Dissertation, Humboldt-Universität Berlin, 2018, ISBN 978-3-658-21862-1
- Die behördliche Kontrolle von Anteilserwerben (Share Deals) wagen, in: AUR Agrar- und Umweltrecht, Jg. 2020, S. 365–371.[4]
- Entwurf eines Agrarstrukturgesetzes für Sachsen-Anhalt aus der 7. Wahlperiode. Eine rechtswissenschaftliche Würdigung, Berlin 2021. doi:10.4393/opushwr-2552 und Stellungnahme anlässlich des Fachgesprächs „Bodenmarkt“ im Landtag Sachsen-Anhalt vom 1. Dezember 2023. doi:10.4393/opushwr-4294
- Entwurf eines Niedersächsischen Gesetzes über Grundstücksgeschäfte im Bereich der Landwirtschaft (NGrdstLwG) – eine rechtswissenschaftliche Würdigung, Berlin, Hochschulbibliothek HWR Berlin, 2022 doi:10.4393/opushwr-3485
- Entwurf eines Gesetzes zum Erhalt und zur Verbesserung der brandenburgischen Agrarstruktur auf dem Gebiet des landwirtschaftlichen Bodenmarkts (Agrarstrukturgesetz – BbgASG) in der Fassung der Verbändeanhörung April 2023 – eine rechtswissenschaftliche Würdigung, 25. September 2023 doi:10.4393/opushwr-4232
- Gesetzgebung und Rechtssetzung im Land Berlin : Theorie und Praxis der Gesetzesgenese für Verwaltung und Legislative, Berliner Wissenschafts-Verlag, Berlin 2022, ISBN 978-3-8305-5172-0
- Berliner Personalrecht. Lehrbuch für das Landesbeamtenrecht und das Arbeitsrecht der Tarifangestellten, Berlin 2022, ISBN 978-3-8305-5154-6.
- gemeinsam mit Andreas Tietz: Bauernland in Bauernhand : Gutachten im Auftrag des Bayerischen Staatsministeriums für Ernährung, Landwirtschaft und Forsten, Thünen-Institut, Bundesforschungsinstitut für Ländliche Räume, Wald und Fischerei, Braunschweig 2022, ISBN 978-3-86576-247-4 online
- gemeinsam mit Wolf-Georg Freiherr von Rechenberg, Moritz Johannes Mühling: Einführung einer progressiven Grunderwerbssteuer zur Regulation des landwirtschaftlichen Bodenmarkts im Zusammenspiel mit weiteren Instrumenten, Abl Bauernblatt Verlags-GmbH, Hamm 2022, ISBN 978-3-930413-71-3
- Mitherausgeberin; Selbstbestimmung: Freiheit und Grenzen, Festschrift für Reinhard Singer, Berliner Wissenschafts-Verlag, Berlin 2021, 1. Auflage, ISBN 978-3-8305-4367-1
- gemeinsam mit Ulrich Keller (Hg.), Handbuch Zwangsvollstreckungsrecht, E. Schmidt Verlag, (2. Aufl. in Vorb: 04-2024)